# Paeonia emodi
Paeonia emodi là một loài thực vật trong chi Mẫu đơn, họ Mẫu đơn. Loài này có nguồn gốc Himalaya. Đây là một loại dượcc rất phổ biến ở Ấn Độ và Pakistan. Hoa mẫu đơn của dãy Himalaya là một thân thảo, cao lâu năm 50–70 cm, rễ củ màu đỏ.
Cuống lá thấp hơn là dài 5–8 cm, lá trên 2–3 cm.